# 1,000 Days, 1,000 Songs

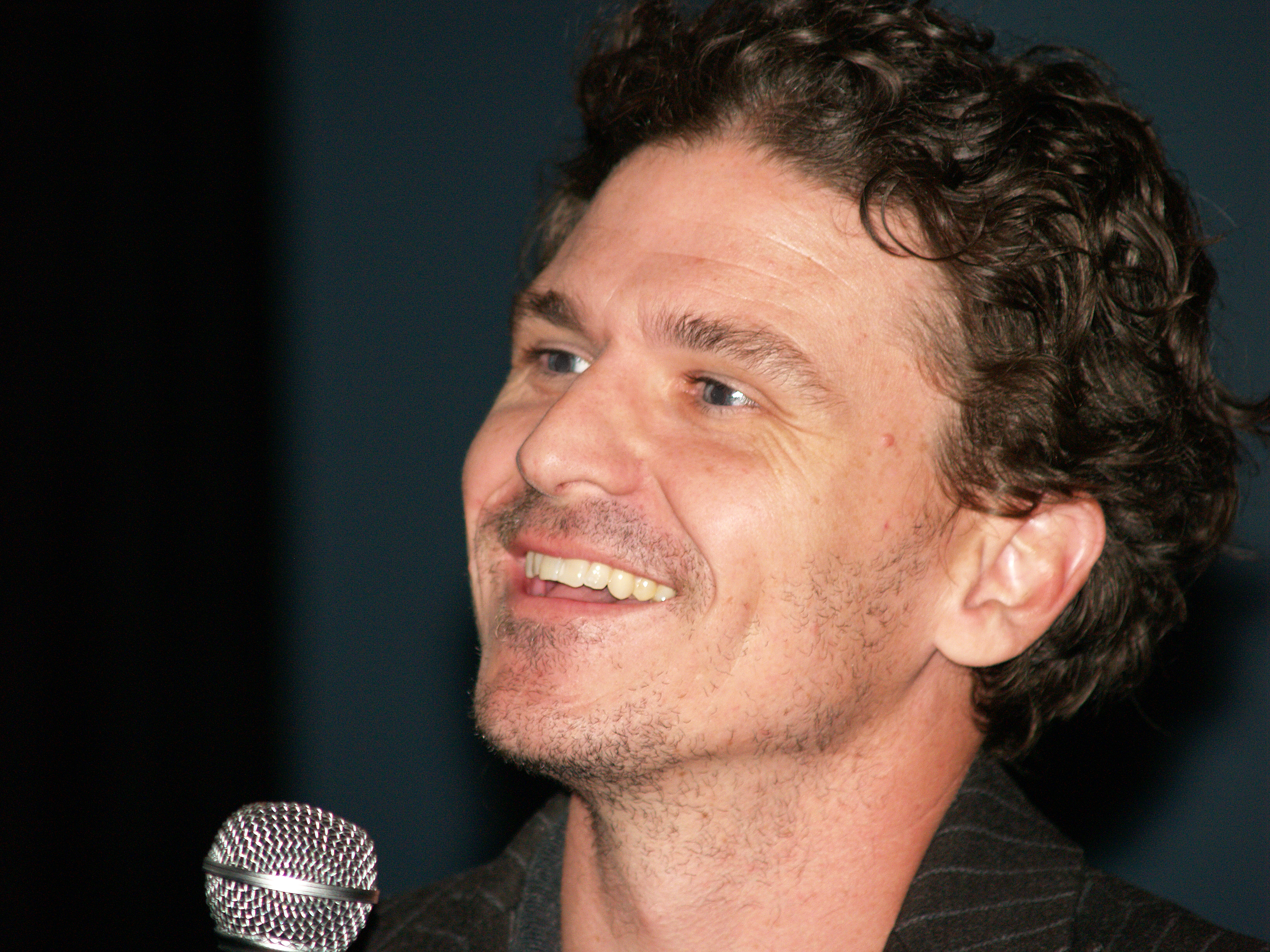
Autor und Initiator Dave Eggers

1,000 Days, 1,000 Songs war ein vom US-amerikanischen Autor und Herausgeber Dave Eggers initiiertes politisches Musikprojekt. Die Initiative startete am 10. Oktober 2016 unter dem Namen 30 Days, 30 Songs mit dem Ziel, bis zum 8. November 2016, dem Tag der US-Präsidentschaftswahl, täglich ein Lied für ein „Trump-freies Amerika“ zu veröffentlichen. Aufgrund der regen Anteilnahme benannte man das Projekt in 30 Days, 50 Songs um. Nach der Wahl Donald Trumps beschlossen die Initiatoren, die Playlist auf die Dauer seiner Amtszeit auszuweiten. So sollte jede Woche von Montag bis Freitag täglich ein Song als Opposition zu Trumps Politik hinzugefügt werden.

## Motivation und Ziel
Dave Eggers gestaltete die Playlist gemeinsam mit Musik-Manager Jordan Kurland. Zuvor hatten die beiden im Rahmen der Präsidentschaftswahl 2012 mit der Kampagne 90 Days, 90 Reasons zur Wiederwahl Barack Obamas aufgerufen.
Die Idee eines musikalischen Protests gegen den republikanischen Kandidaten war Eggers während einer Trump-Rally in Sacramento im Juni 2016 gekommen, als er zu seiner Verwunderung Lieder von Bruce Springsteen, den Rolling Stones, Queen oder Elton John zu hören bekam – Künstler, deren Unterstützung Trumps sehr unwahrscheinlich sei.
Ursprüngliches Ziel des Projekts sei gewesen, „die Wähler zu motivieren, gegen Bigotterie, Sexismus, Hass und Ignoranz aufzutreten“. Zwei neue Titel wurden Anfang des Jahres 2017 in Kooperation mit dem Label Secretly Canadian herausgegeben, welches unter dem Namen Our First 100 Days ein ähnliches Projekt betreibt. Die Songs sind auf YouTube, Spotify und Apple Music verfügbar. Die Erlöse aus dem Streaming gingen an die Non-Profit-Organisation Center for Popular Democracy. Im Juli 2017 wurde die Bereitstellung neuer Lieder nach Tag 172 auf allen Plattformen ohne Angabe von Gründen gestoppt.

## Musik
Bei den ersten 50 Liedern der Playlist handelt es sich ausschließlich um unveröffentlichtes Material, darunter zahlreiche Neukompositionen sowie erstmals zur Verfügung gestellte Live-Aufnahmen. Die musikalische Bandbreite der Songs reicht von Indie über Folk-Rock bis hin zu Electronica und Hip-Hop. Während einige Lieder Trump direkt ansprechen, etwa Locker Room Talk von den Cold War Kids, behandeln andere generell die politische Lage der USA. Zu den vertretenen Künstlern zählen neben einigen Newcomern etablierte Musiker des Mainstreams wie R.E.M., Moby, Death Cab for Cutie oder Franz Ferdinand. Während anfangs aktuelle Kompositionen im Fokus standen, wurden später hauptsächlich ältere Lieder mit politischer Botschaft ausgewählt, die nach Ansicht der Initiatoren dazu passen, darunter Woody Guthries This Land Is Your Land (1945), Sam Cookes A Change Is Gonna Come (1964) oder David Bowies This Is Not America (1985). Zum Tag der Amtseinführung von Donald Trump 2017 entschied man sich für eine Live-Version von R.E.M.s It’s the End of the World as We Know It (And I Feel Fine).

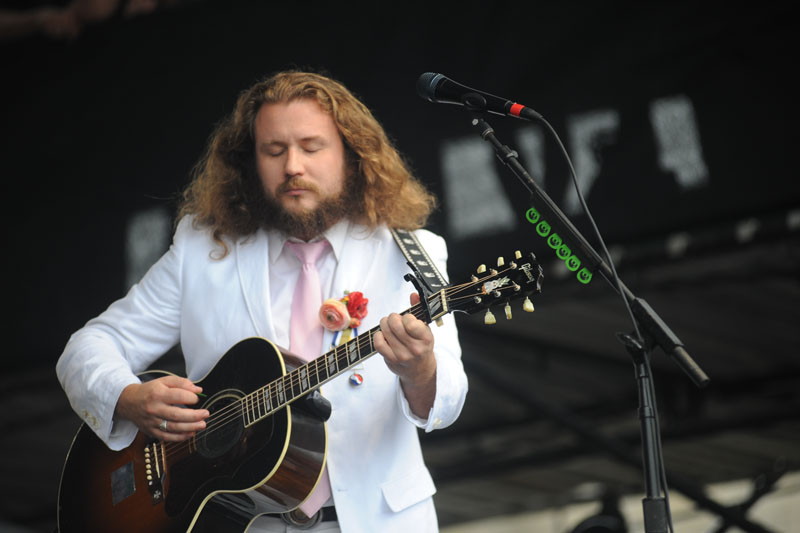
Jim James, Frontmann von My Morning Jacket, steuerte zwei neue Lieder zur Playlist bei.
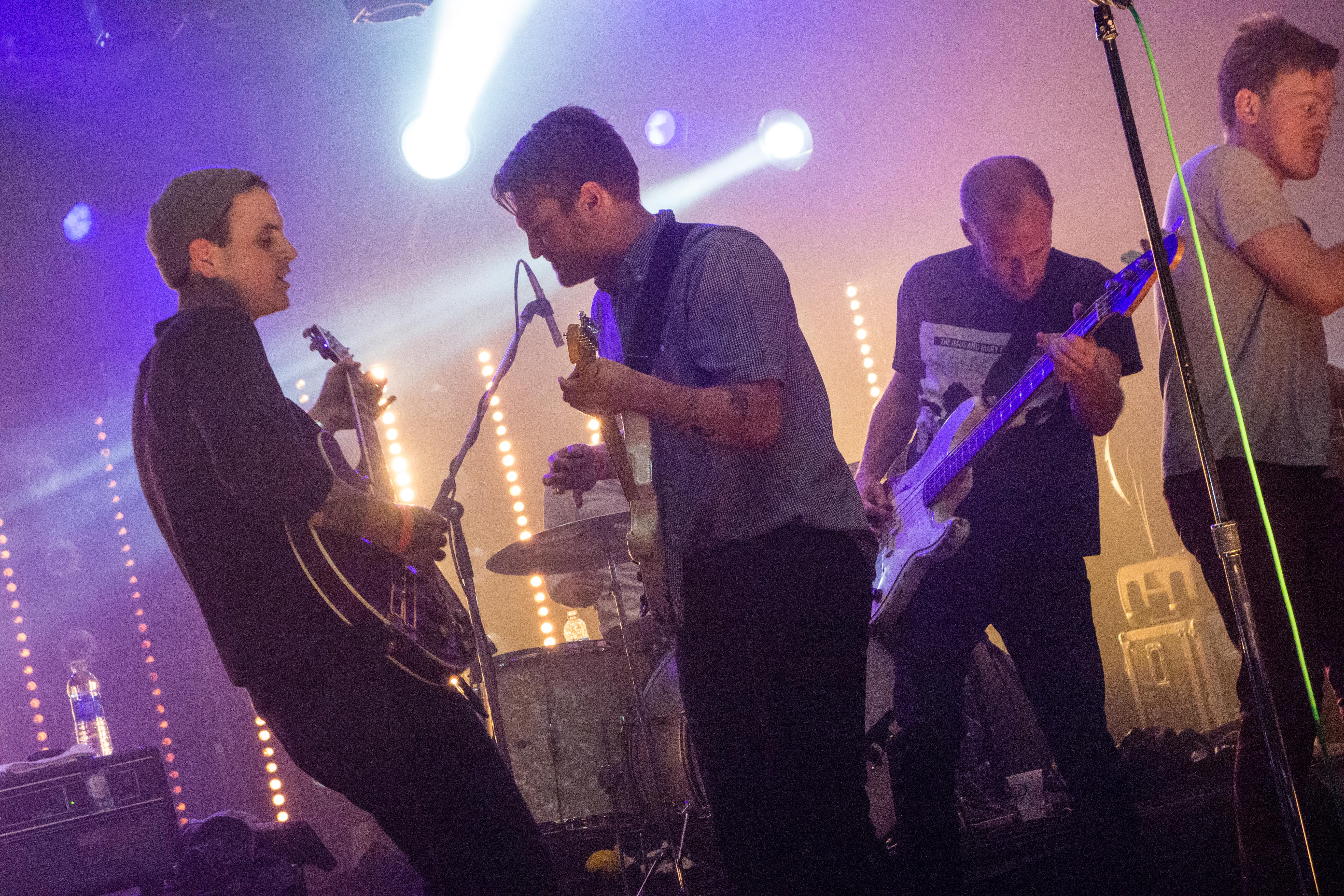
Cold War Kids verarbeiteten Trumps misogyne Aussagen von 2005, die den Pussygate-Skandal begründeten.
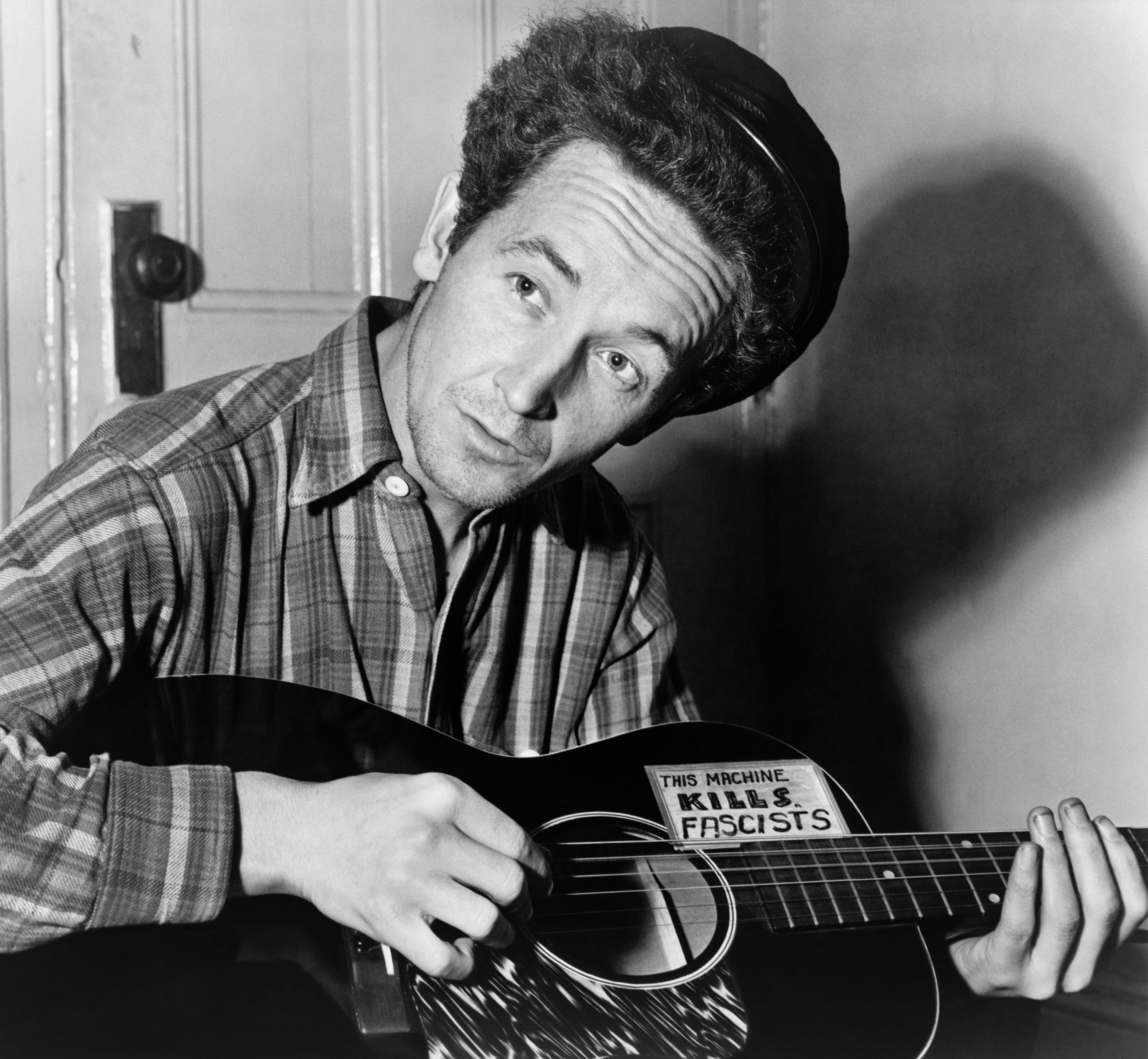
Ein wiederentdeckter Woody-Guthrie-Song über Fred Trump wurde für die Playlist neu interpretiert.
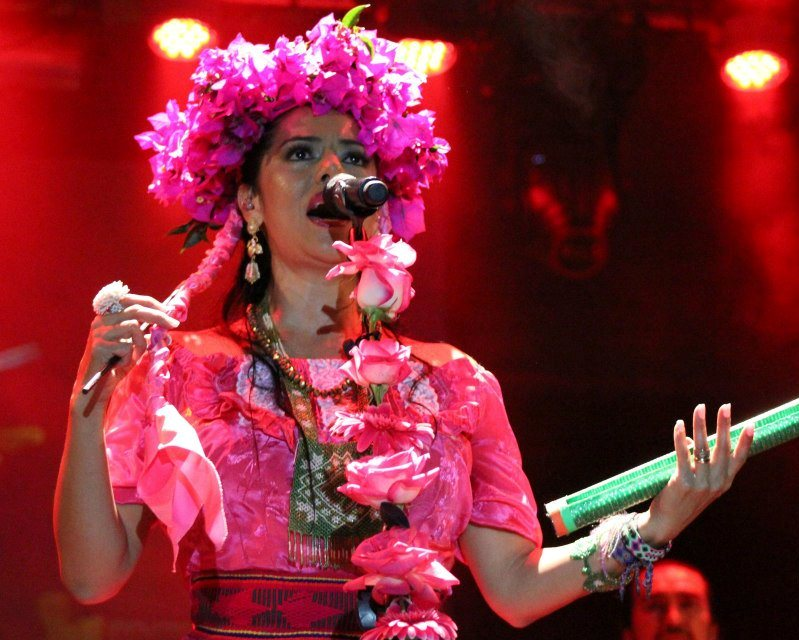
Die mexikanischstämmige Lila Downs machte Trumps Mauerbaupläne zum Thema des Titels The Demagogue.

## Rezeption
Die Aktion wurde von der überwiegend demokratischen Kritikerszene positiv aufgenommen. The Atlantic bezeichnete die ersten drei Songs als „very lovely music'“ und lobte sie als „überraschend unterhaltsame Beispiele“ für politisch inspirierte Musik. Chris Cillizza von der Washington Post bewarb die Initiative als „Playlist of songs that Donald Trump will hate“ und sah es als Novum, dass bekannte Musiker in dieser Intensität neues politisches Material schreiben und publizieren. Der YouTube-Musikkritiker Anthony Fantano beurteilte die Liste zwiespältig. Eine Anti-Trump-Haltung sei durchaus im Mainstream verankert und es gäbe seiner Ansicht nach kaum etwas über den Republikaner zu sagen, was nicht schon gesagt worden wäre. Fantano kritisierte vor allem die auf der Website bereitgestellten Links, hinter denen sich „belehrende“ Texte verbergen würden. Lobend erwähnte er die Beiträge von Death Cab for Cutie, Vinnie Paz oder Jesu/Sun Kil Moon. Als Negativbeispiel nannte er den Moby-Song Trump Is on Your Side, den er als „herablassend“ gegenüber Blue-Collar-Arbeitern empfand. Der beste Anti-Trump-Song sei außerdem YGs bereits im März erschienenes – nicht mit dem Projekt verbundenes – FDT.
Auch Medien aus dem deutschsprachigen Raum, darunter die Berliner Zeitung, die HAZ und der ORF, berichteten über das ungewöhnliche Projekt.

## Die Playlist
Die Liste enthält nur die ersten 50 zwischen 10. Oktober 2016 und der Wahl auf der Website angeführten Lieder in chronologischer Reihenfolge. Neben Interpret und Titel werden die Autoren aufgelistet. Neu aufgenommene Songs sind farblich hervorgehoben.
| #  | Interpret                                     | Titel                                                         | Autor(en)                                                                | Anmerkungen                                                                                                |
| -- | --------------------------------------------- | ------------------------------------------------------------- | ------------------------------------------------------------------------ | --- |
| 1  | Death Cab for Cutie                           | Million Dollar Loan                                           | Ben Gibbard                                                              | |
| 2  | Aimee Mann                                    | Can’t You Tell                                                | Aimee Mann                                                               | |
| 3  | Bhi Bhiman                                    | With Love from Russia                                         | Bhi Bhiman                                                               | |
| 4  | Jim James                                     | Same Old Lie                                                  | James Edward Olliges Jr.                                                 | vom Album Eternally Even                                                                                   |
| 5  | Franz Ferdinand                               | Demagogue                                                     | Bob Hardy, Alex Kapranos, Paul Thomson                                   | |
| 6  | Josh Ritter                                   | The Temptation of Adam (Live)                                 | Josh Ritter                                                              | Originalversion 2007 auf dem Album The Historical Conquests of Josh Ritter                                 |
| 7  | Thao                                          | Before You Vote                                               | Thao Nguyen                                                              | |
| 8  | EL VY                                         | Are These My Jets?                                            | Matt Berninger, Brent Knopf                                              | |
| 9  | R.E.M.                                        | World Leader Pretend (Live)                                   | Bill Berry, Peter Buck, Mike Mills, Michael Stipe                        | Originalversion 1988 auf dem Album Green                                                                   |
| 10 | Ledinsky                                      | DonaldTrumpMakesMeWannaSmoke Crack                            | Daniel Ledinsky                                                          | |
| 11 | Adia Victoria                                 | Backwards Blues                                               | Adia Victoria                                                            | |
| 12 | Moby and the Homeland Choir                   | Trump Is on Your Side                                         | Moby                                                                     | |
| 13 | Moby and the Void Pacific Choir               | Little Failure                                                | Moby                                                                     | |
| 14 | Lila Downs                                    | The Demagogue                                                 | Lila Downs                                                               | |
| 15 | U.S. Elevator feat. Mac McCaughan & Tim Bluhm | Old Man Trump                                                 | Woody Guthrie                                                            | Woody Guthrie schrieb dieses Lied Anfang der 1950er über seinen Vermieter Fred Trump, Donald Trumps Vater. |
| 16 | Vinnie Paz                                    | Writings on Disobedience and Democracy                        | Vinnie Paz                                                               | vom Album The Cornerstone of the Corner Store                                                              |
| 17 | Jesu/Sun Kil Moon                             | The Greatest Conversation Ever in the History of the Universe | Mark Kozelek                                                             | |
| 18 | Filthy Friends                                | Despierta                                                     | Peter Buck u. a.                                                         | |
| 19 | Radioinactive feat. Sheila Brody              | Natural Born Loser                                            | Radioinactive                                                            | |
| 20 | Andrew St. James                              | Makin’ It Great Again                                         | Andrew St. James                                                         | |
| 21 | Ani DiFranco                                  | Play God (Live)                                               | Ani DiFranco                                                             | |
| 22 | Helado Negro                                  | Young, Latin and Proud                                        | Helado Negro                                                             | vom Album Private Energy                                                                                   |
| 23 | Andrew Bird feat. Jim James                   | Sic of Elephants (Live)                                       | Andrew Bird                                                              | |
| 24 | Mirah                                         | No Guns No Guns                                               | Mirah                                                                    | |
| 25 | clipping.                                     | Fat Fingers                                                   | Daveed Diggs, William Hutson, Jonathan Snipes                            | |
| 26 | Sam Cohen                                     | Clockwork                                                     | Sam Cohen                                                                | |
| 27 | Blake Hazard                                  | Little Situation                                              | Blake Hazard                                                             | |
| 28 | Wesley Stace                                  | Mr. Tangerine Man (Live)                                      | Bob Dylan, Wesley Stace                                                  | |
| 29 | Loudon Wainwright III                         | I Had a Dream (Live)                                          | Loudon Wainwright III                                                    | |
| 30 | Cold War Kids                                 | Locker Room Talk                                              | Dann Gallucci, Matt Maust, Joe Plummer, Matthew Schwartz, Nathan Willett | |
| 31 | The Cooties feat. Reggie Watts                | Trumpy Trump                                                  | The Cooties                                                              | |
| 32 | Mission of Burma                              | Panic Is No Option (Live)                                     | Roger Miller                                                             | |
| 33 | Bob Mould                                     | In a Free Land (Live)                                         | Bob Mould                                                                | Originalversion 1982 mit Hüsker Dü                                                                         |
| 34 | Ryan Miller                                   | The Clown                                                     | Ryan Miller                                                              | |
| 35 | JPEGMAFIA feat. Freaky                        | I Might Vote 4 Donald Trump                                   | JPEGMAFIA, Freaky                                                        | |
| 36 | The Long Winters                              | Make America Great Again                                      | John Roderick                                                            | |
| 37 | Open Mike Eagle                               | How to Be Super Petty to Your Ex                              | Open Mike Eagle                                                          | |
| 38 | Jimmy Eat World                               | My Enemy                                                      | Jim Adkins, Rick Burch, Zach Lind, Tom Linton                            | B-Seite zur Single Sure and Certain                                                                        |
| 39 | Kyle Craft                                    | Before the Wall                                               | Kyle Craft                                                               | |
| 40 | Local Natives                                 | Fountain of Youth (Live)                                      | Local Natives                                                            | Originalversion auf dem Album Sunlit Youth                                                                 |
| 41 | Anthony D’Amato                               | If You’re Gonna Build a Wall                                  | Anthony D’Amato                                                          | vom Album Cold Snap                                                                                        |
| 42 | Greg Holden                                   | Exactly Like You                                              | Greg Holden                                                              | |
| 43 | Laura Gibson & Dave Depper                    | And Where Were You?                                           | Laura Gibson                                                             | |
| 44 | I Said Yes                                    | Alexander                                                     | I Said Yes                                                               | |
| 45 | Tim Heidecker                                 | Trump’s Pilot                                                 | Tim Heidecker                                                            | |
| 46 | Modern Baseball                               | Bart to the Future Part 2: The Musical                        | Modern Baseball                                                          | |
| 47 | Joe Purdy                                     | Maybe We’ll All Get Along Someday                             | Joe Purdy                                                                | vom Album Who Will Be Next?                                                                                |
| 48 | Drunken Logic                                 | What a Beautiful Morning!                                     | Drunken Logic                                                            | |
| 49 | Agents of the Fantastic                       | DT Blues                                                      | Tommy Neale                                                              | |
| 50 | Rogue Wave                                    | Vote for Me Dummy                                             | Robert Pollard                                                           | Guided-by-Voices-Cover                                                                                     |